# 로마 마피아
로마 마피아(Roma Maffia, 1958년 5월 31일 ~ )는 미국의 배우이다.

## 출연 작품
- 폭로
- 더블 크라임